# 한국산업인력공단
한국산업인력공단(韓國産業人力公團, Human Resources Development Service of Korea)는 국가기술자격법에 근거하여, 근로자 평생학습 지원과 직업능력개발훈련, 자격검정, 기능장려 사업 및 고용촉진 등에 관한 사업을 수행하기 위하여 설립된 대한민국 고용노동부 산하 위탁집행형 준정부기관이다. 1981년 12월 31일 한국산업인력공단법에 의거하여 1982년 3월 18일 한국직업훈련관리공단이 설립되었고, 1987년 4월 15일에 한국산업인력관리공단으로, 1998년 1월부터 지금의 명칭으로 바뀌었다. 소속기관은 6개 지역본부, 32개 지사가 있다. 서울특별시 마포구 공덕동 공덕오거리에 위치하였으나, 2014년 5월 울산광역시 중구 교동에 위치한 동남권 혁신도시로 이전하였다.

## 설립 근거
- 한국산업인력공단법[2]

## 주요 업무
1989년 7월 학교법인 한국직업훈련학원(한국기술교육대학교)을 설립하였으며, 1997년 직업훈련체제를 19개 기능대학과 22개 직업전문학교로 개편하였고 한국산업인력공단은 국가자격검정 관리도 맡고 있다. 시험 문제의 출제, 관리 및 집행과 자격증 교부뿐만 아니라 자격취득자의 사후관리까지 업무를 수행한다. 자격 종목의 산업수요 적합성 등 평가, 자격증 불법대여 감시 및 처벌 강화 등 ‘clean 자격증’ 제도도 운영하고 있다. 한국기술교육대학교, 한국폴리텍대학이 공단 소속으로 되어 있다.
1. 기업체에 대한 기술지원
2. 직업훈련 관계자에 대한 능력개발 훈련
3. 재직근로자 직무능력 향상 훈련
4. 취업대상자에 대한 재활·창업 훈련
5. 외국인에 대한 산업연수
6. 정보화 교육
7. 국가기술자격시험 위탁 시행

## 연혁
- 1981년 12월 31일 한국직업훈련관리공단법 공포
- 1982년 3월 16일 제1회 이사회 개최
- 1982년 3월 18일 한국직업훈련관리공단 설립
- 1982년 4월 27일 영주직업훈련원 개원
- 1984년 1월 7일 서울동부지방사무소 개소
- 1987년 4월 15일 한국산업인력관리공단으로 명칭 변경
- 1987년 3월 18일 8개 농민교육원 직업훈련기능 인수
- 1987년 7월 1일 전북직업훈련원 개원
- 1989년 7월 7일 외국인 직업훈련을 위한 서울국제직업훈련원 설립
- 1989년 7월 22일 학교법인 한국직업훈련학원(한국기술교육대학교) 설립
- 1991년 9월 25일 10개 공동직업훈련원 설립 (1994년 4월 대한상공회의소로 8개원 이관)
- 1992년 3월 5일 강릉직업훈련원 개원식

1994년 ~ 1997년 직업훈련개편 - 19개 기능대학과 22개 직업전문학교로 개편
- 1995년 제33회 국제기능올림픽대회 종합우승
- 1997년 제34회 국제기능올림픽대회 종합우승
- 1997년 1월 31일 초고속 통신망 이용 원격화상훈련 시스템 개통
- 1997년 11월 3일 제1회 직업능력개발촉진대회 개최
- 1997년 12월 기능대학을 학교법인 기능대학으로 이관
- 1998년 1월 1일 한국산업인력공단으로 명칭 변경 및 중앙인력개발센터 설립
- 1998년 2월 5일 학교법인 한국능력개발학원 설립
- 1999년 제35회 국제기능올림픽대회 종합우승
- 1999년 12월 27일 충청지역본부 청사 및 상설검정장 기공
- 2000년 3월 7일 4개 지방사무소 신설 (부산북부, 강릉, 포항, 목포)
- 2001년 1월 1일 노동부 중장고용정보관리소(중앙고용정보원) 인수
- 2001년 6월 19일 국가기술자격전문포털사이트(Q-NET) 개통
- 2001년 9월 12일 제36회 서울국제기능올림픽대회 개최
- 2003년 제37회 스위스국제기능올림픽대회 종합우승(1위)
- 2004년 8월 17일 외국인고용지원사업 개시
- 2006년 3월 1일 23개 직업전문학교를 학교법인 기능대학으로 이관
- 2006년 3월 31일 중앙고용정보원 별도 법인화
- 2007년 제39회 일본국제기능올림픽대회 종합우승(1위)
- 2007년 11월 19일 성남지사 신설
- 2008년 1월 1일 자격출제원 설립, 변리사 등 타부처 국가자격 인수
- 2009년 제40회 캐나다국제기능올림픽대회 종합우승(1위)
- 2010년 1월 4일 한국직업방송 개국
- 2011년 제41회 영국국제기능올림픽대회 종합우승(1위)
- 2012년 1월 1일 사업주 직업능력개발사업을 고용노동부로부터 위탁받고, 국가기술자격 12종목 민간 위탁(한국기술자격검정원)
- 2014년 5월 울산혁신도시 본사로 이전

## 조직
- 감사
  - 감사실
    - 감사부
    - 청렴감사부

### 이사장
- 비서실
- 국가자격운영혁신TF

##### 기획운영이사
- 전략기획부
- 예산부
- 성과관리부
- ESG경영지원부

#### 경영지원국
- 운영지원부
- 인재개발부
- 자산운영부
- 노무법무지원부

##### 정보화지원국
- 정보화기획부
- 자격정보화부
- 정보화사업부
- 정보보안부

홍보미디어실
안전관리실

#### 능력개발이사

##### 직업능력국
- 능력개발기획부
- 기업훈련지원부
- 컨소시엄운영부
- 지역사업지원부

##### 일학습지원국
- 일학습확산팀
- 일학습운영팀
- 현장훈련지원부
- 일학습과정개발센터

##### 훈련품질관리국
- 훈련품질기획부
- 원격훈련관리부
- 훈련성과평가부

#### 능력평가이사

##### 능력평가국
- 능력평가기획부
- 자격분석설계부
- 과정평가운영부
- 필기시험운영부
- 실기시험운영부

##### 출제품질관리실
- 출제기획부
- 과정평가출제부
- 일학습출제부
- 국가자격채점센터

##### 기술자격출제실
- 신성장산업출제부
- 응용공학출제부
- IT융합출제부
- 기간산업출제부
- 생활과학출제부
- 안전서비스출제부

##### 전문자격국
- 전문자격운영부
- 인문교육출제부
- 사회과학출제부
- 국가자격발간센터

- 국가자격제도시스템개편팀

#### 국제인력본부

##### 외국인력국
- 외국인력기획부
- 외국인력선발부
- 외국인력도입부
- 고용체류지원부

##### 해외취업국
- 해외취업기획부
- 해외취업연수부
- 해외취업지원부
- 서울해외취업센터
- 부산해외취업센터

### 부설기관

#### 국가직무능력표준원
- NCS기획부
- NCS개발개선부
- NCS활용지원부
- NCS품질관리부
- 공정채용지원부

#### 글로벌숙련기술진흥원
- 숙련기술기획부
- 숙련기술진흥부
- 기능경기부
- 글로벌HRD협력부

### 역대 이사장
| 대수   | 이름   | 임기                      | 비고 |
| ------ | ------ | ------------------------- | ---- |
| 제1대  | 이응선 | 1982년 2월 ~ 1988년 2월   |      |
| 제2대  | 이현기 | 1988년 3월 ~ 1990년 4월   |      |
| 제3대  | 이찬혁 | 1990년 4월 ~ 1993년 4월   |      |
| 제4대  | 김창지 | 1993년 4월 ~ 1995년 1월   |      |
| 제5대  | 김재석 | 1995년 2월 ~ 1998년 2월   |      |
| 제6대  | 최상용 | 1998년 4월 ~ 2001년 4월   |      |
| 제7대  | 구천서 | 2001년 5월 ~ 2002년 4월   |      |
| 제8대  | 김유배 | 2002년 4월 ~ 2003년 8월   |      |
| 제9대  | 이동훈 | 2003년 10월 ~ 2005년 10월 |      |
| 제10대 | 김용달 | 2005년 12월 ~ 2008년 7월  |      |
| 제11대 | 유재섭 | 2008년 7월 ~ 2011년 6월   |      |
| 제12대 | 송영중 | 2011년 6월 ~ 2014년 8월   |      |
| 제13대 | 박영범 | 2014년 8월 ~ 2017년 8월   |      |
| 제14대 | 김동만 | 2017년 12월 ~ 2021년 2월  |      |
| 제15대 | 어수봉 | 2021년 3월 ~ 2023년 6월   |      |
| 제16대 | 이우영 | 2023년 11월 ~             |      |

## 지역본부 및 지사
| 지사이름     | 주소                                                                  |
| 서울지역본부 | (02512)서울 동대문구 장안벚꽃로 279(휘경동 49-35)                     |
| 서울서부지사 | (03302)서울 은평구 진관3로 36(진관동 산100-23)                        |
| 서울남부지사 | (07225)서울시 영등포구 버드나루로 110(당산동)                         |
| 서울강남지사 | (06193)서울시 강남구 테헤란로 412 T412빌딩 15층(대치동)               |
| 인천지사     | (21634)인천시 남동구 남동서로 209(고잔동)                             |
| 경인지역본부 | (16626)경기도 수원시 권선구 호매실로 46-68(탑동)                      |
| 경기동부지사 | (13313)경기 성남시 수정구 성남대로 1217(수진동)                       |
| 경기서부지사 | (14488) 경기도 부천시 길주로 463번길 69(춘의동)                       |
| 경기남부지사 | (17561)경기 안성시 공도읍 공도로 51-23                                |
| 경기북부지사 | (11801)경기도 의정부시 바대논길 21 해인프라자 3~5층(고산동)           |
| 강원지사     | (24408)강원특별자치도 춘천시 동내면 원창 고개길 135(학곡리)           |
| 강원동부지사 | (25440)강원특별자치도 강릉시 사천면 방동길 60(방동리)                 |
| 부산지역본부 | (46519)부산시 북구 금곡대로 441번길 26(금곡동)                        |
| 부산남부지사 | (48518)부산시 남구 신선로 454-18(용당동)                              |
| 경남지사     | (51519)경남 창원시 성산구 두대로 239(중앙동)                          |
| 경남서부지사 | (52733)경남 진주시 남강로 1689(초전동 260)                            |
| 울산지사     | (44538)울산광역시 중구 종가로 347(교동)                               |
| 대구지역본부 | (42704)대구시 달서구 성서공단로 213(갈산동)                           |
| 경북지사     | (36616)경북 안동시 서후면 학가산 온천길 42(명리)                      |
| 경북동부지사 | (37580)경북 포항시 북구 법원로 140번길 9(장성동)                      |
| 경북서부지사 | (39371)경상북도 구미시 산호대로 253(구미첨단의료 기술타워 2층)        |
| 광주지역본부 | (61008)광주광역시 북구 첨단벤처로 82(대촌동)                          |
| 전북지사     | (54852)전북특별자치도 전주시 덕진구 유상로 69(팔복동)                 |
| 전북서부지사 | (54098)전북특별자치도 군산시 공단대로 197번지 풍산빌딩 2층(수송동)    |
| 전남지사     | (57948)전남 순천시 순광로 35-2(조례동)                                |
| 전남서부지사 | (58604)전남 목포시 영산로 820(대양동)                                 |
| 대전지역본부 | (35000)대전광역시 중구 서문로 25번길 1(문화동)                        |
| 충북지사     | (28456)충북 청주시 흥덕구 1순환로 394번길 81(신봉동)                  |
| 충북북부지사 | (27480)충북 충주시 호암수청2로 14 충주농협 호암행복지점 3~4층(호암동) |
| 충남지사     | (31081)충남 천안시 서북구 상고1길 27(신당동)                          |
| 세종지사     | (30128)세종특별자치시 한누리대로 296(나성동)                          |
| 제주지사     | (63220)제주 제주시 복지로 19(도남동)                                  |

## 사진

#### 인천지사

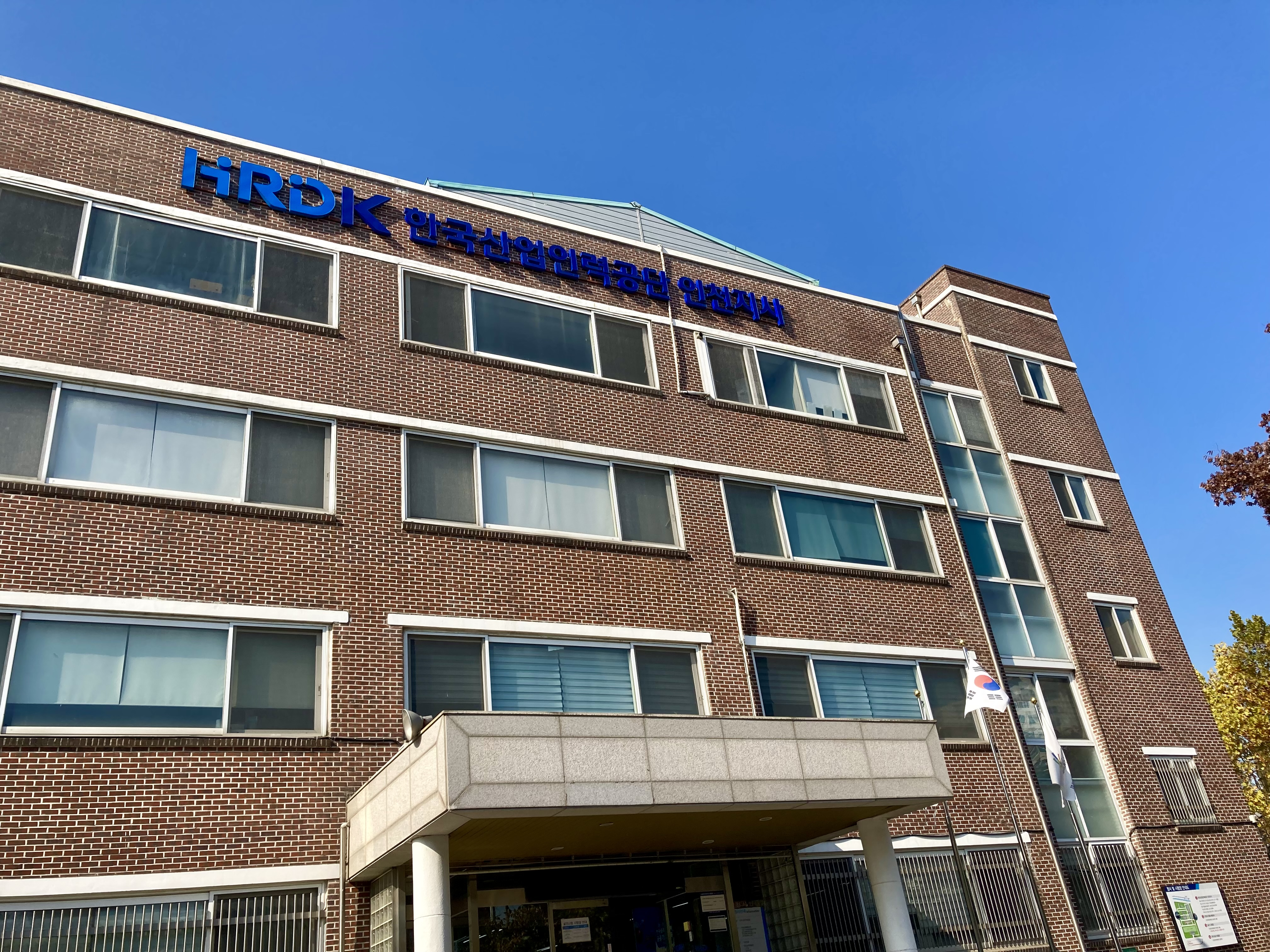
인천지사 본관
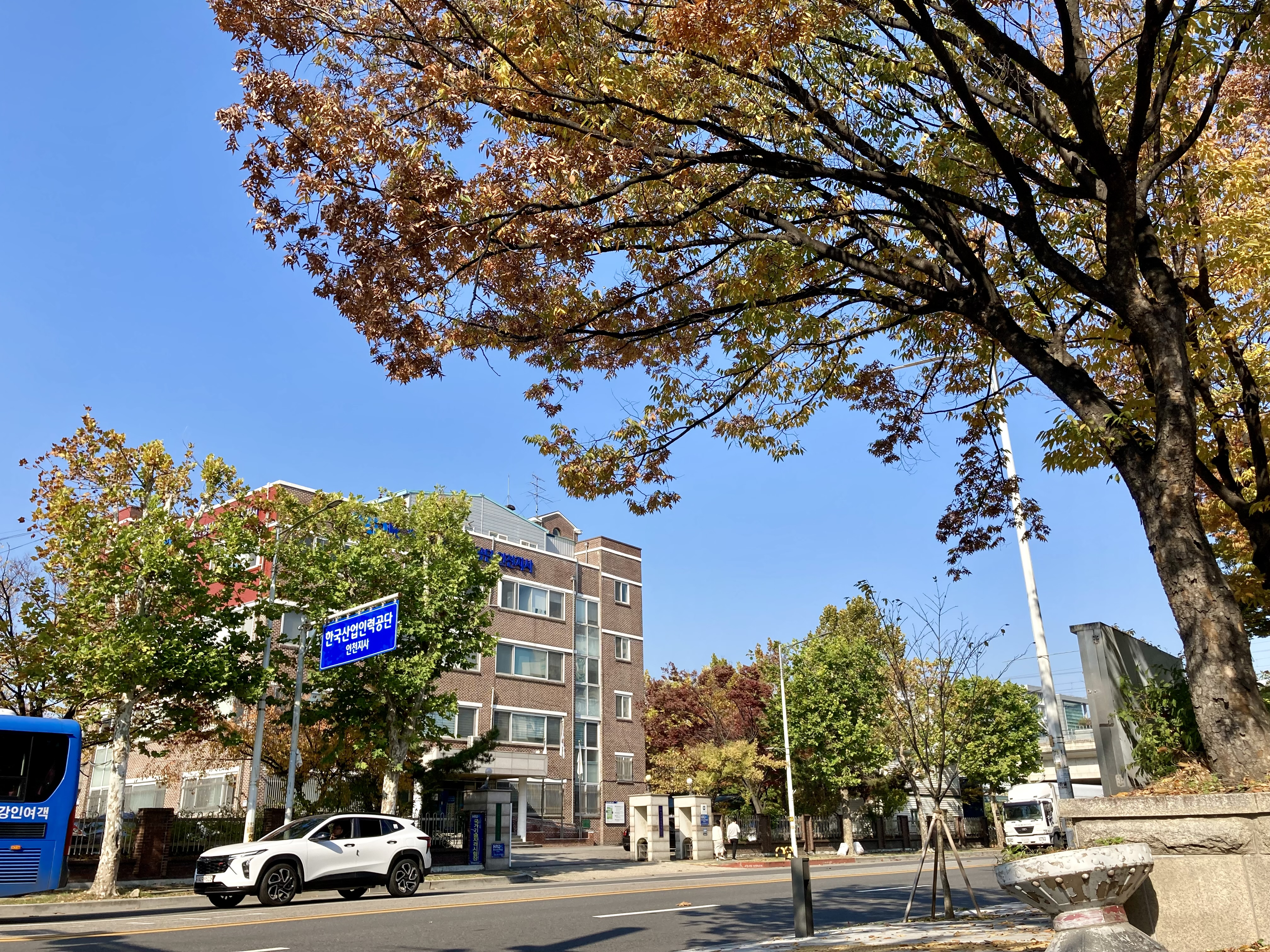
인천지사 풍경
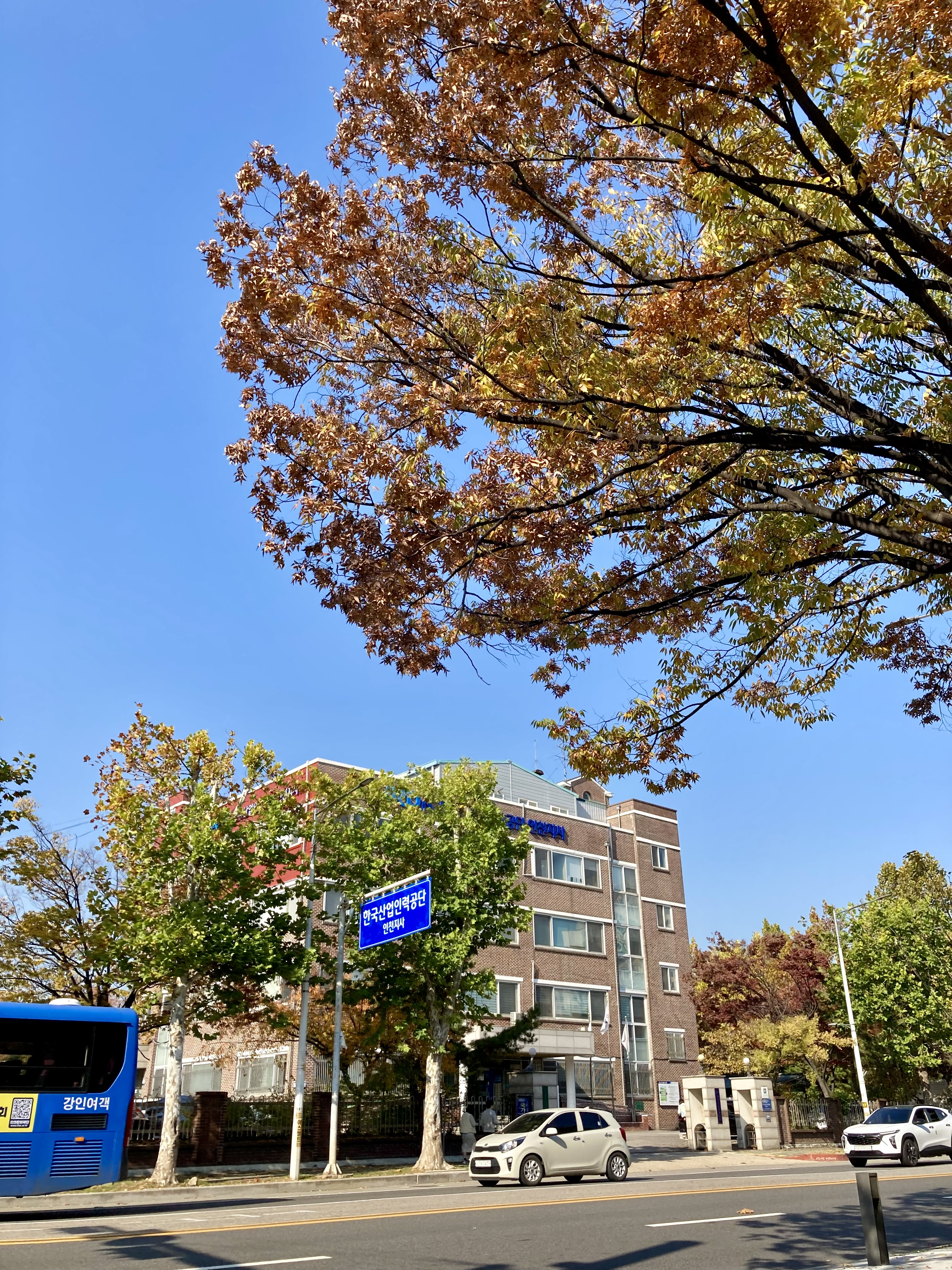
인천지사 풍경
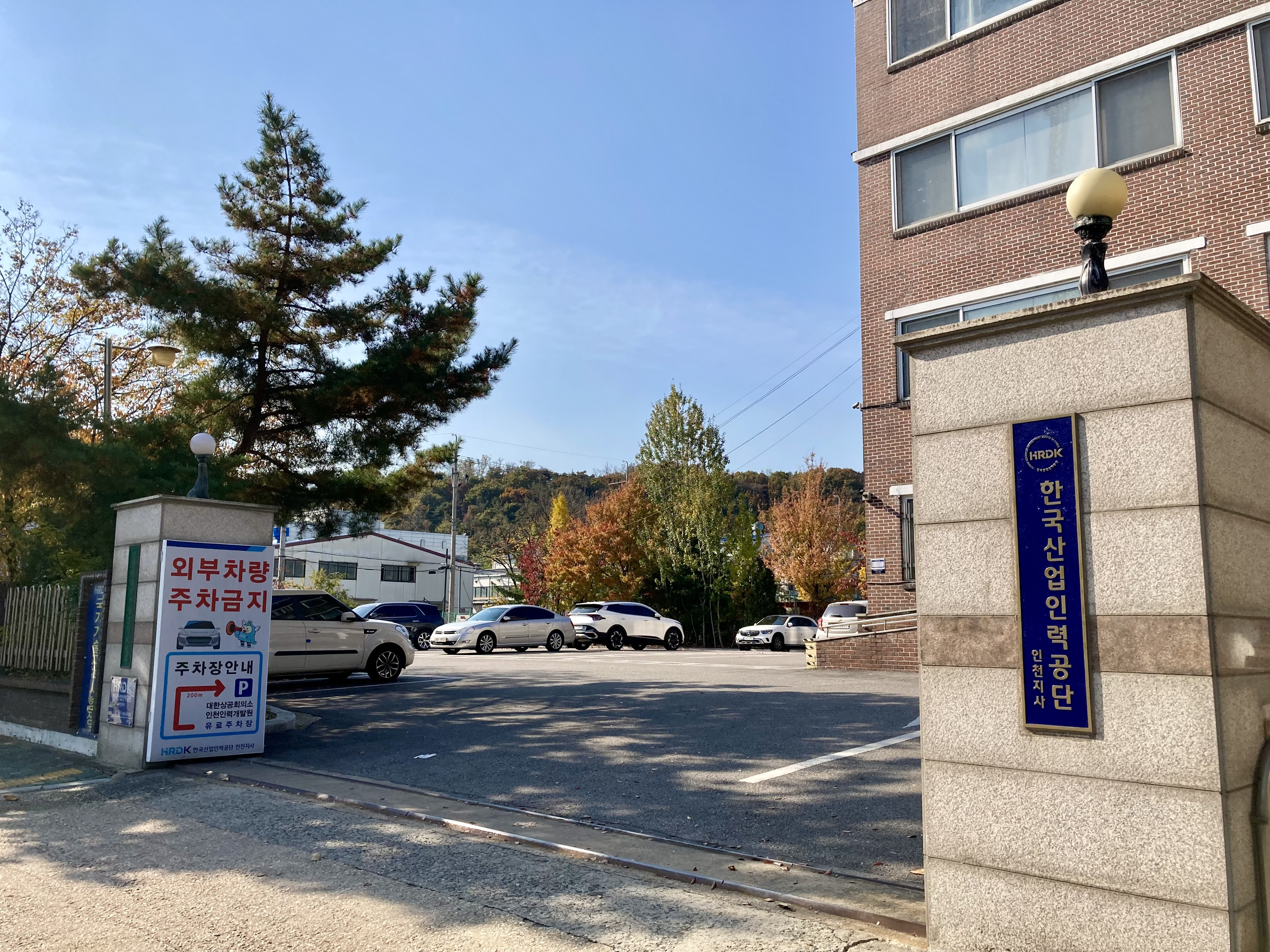
인천지사 정문
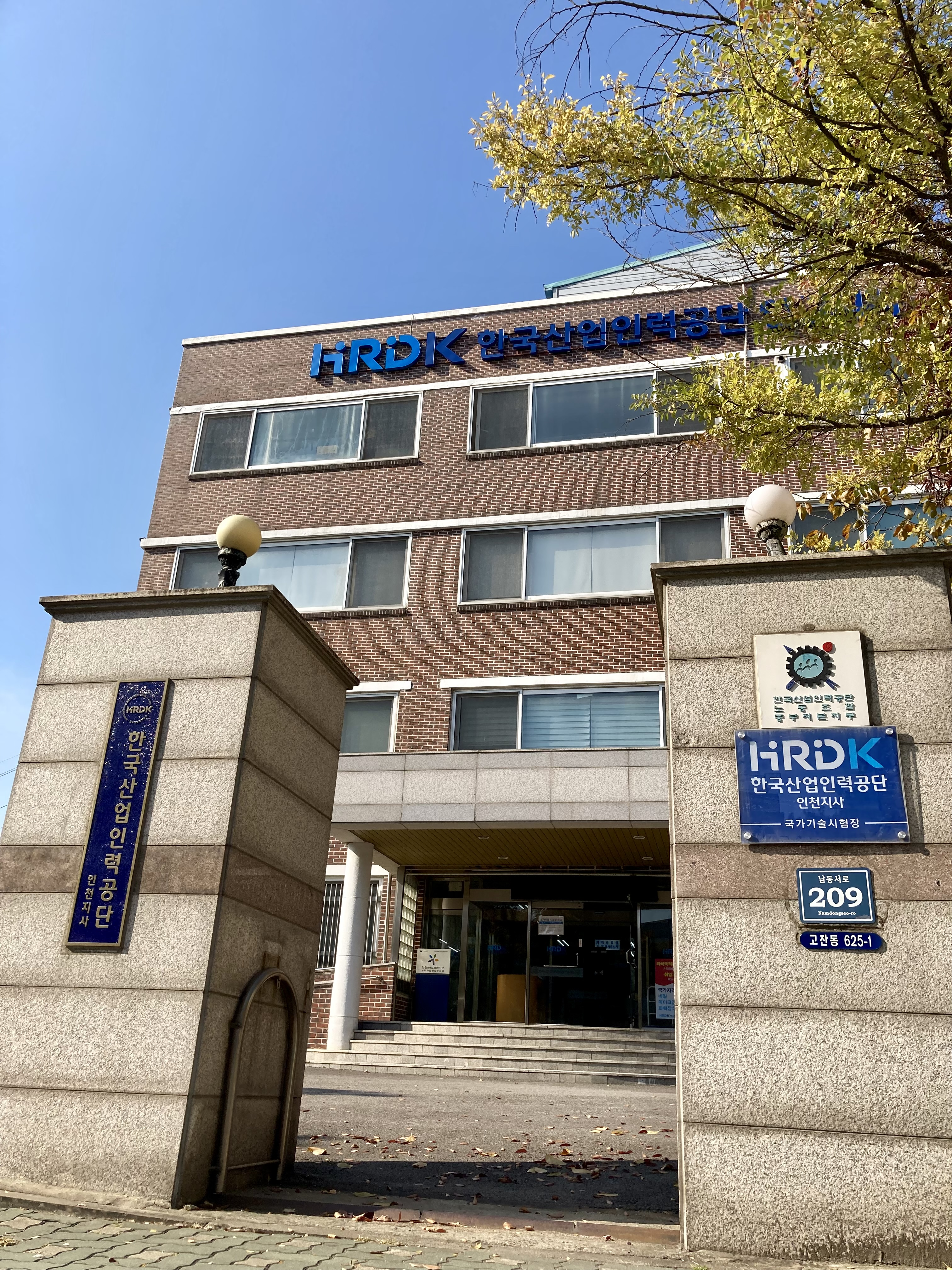
인천지사 정문

## 같이 보기
- 국가기술자격
  - 기능사
  - 산업기사
  - 기사
  - 기능장
  - 기술사
- 자격증
- 국제기능올림픽
- 전국기능경기대회
- 직업훈련
  - 직업훈련기관
- 고용노동부
- 큐넷
- 월드잡
- 이엔지잡
- 연합뉴스TV JOB (舊 한국직업방송)